# Badminton-Mannschaftsafrikameisterschaft 2024
Bei der Badminton-Mannschaftsafrikameisterschaft 2024 wurden die afrikanischen Mannschaftstitelträger bei den Damen- und Herrenteams ermittelt. Die Titelkämpfe fanden vom 12. bis zum 15. Februar 2024 in Kairo statt. Die Meisterschaft war gleichzeitig Qualifikationsturnier für den Thomas Cup 2024 und den Uber Cup 2024.

## Medaillengewinner
| Disziplin | Gold | Silber | Bronze |
| --- | --- | --- | --- |
| Herrenteam | Algerien Mohamed Abderrahime Belarbi Adel Hamek Sifeddine Larbaoui Koceila Mammeri Youcef Sabri Medel Mohamed Abdelaziz Ouchefoun | Nigeria Joseph Emmanuel Emmy Victor Ikechukwu Nusa Momoh Godwin Olofua Anuoluwapo Juwon Opeyori Alhaji Aliyu Shehu | Ägypten Abdelrahman Abdelhakim Abdelrahman Magdy Abdelsattar Ahmed Ali Abdelmajeed Elbahnasawy Ashraf Aly Adham Hatem Elgamal Ezzat Kareem Mohamed Mostafa Kamel Ahmed Salah |
| Mauritius Melvin Appiah Jean Bernard Bongout Lucas Douce Khemtish Rai Nundah Georges Paul Tejraj Pultoo                                           | | | |
| Damenteam | Südafrika Amy Ackerman Megan de Beer Deidre Laurens Diane Olivier Johanita Scholtz                                                | Uganda Husina Kobugabe Gladys Mbabazi Fadilah Mohamed Rafi Tracy Naluwooza                                         | Algerien Halla Bouksani Mounib Celia Yasmina Chibah Tanina Mammeri Linda Mazri Malak Ouchefoun                                                                               |
| Nigeria Dorcas Ajoke Adesokan Zainab Damilola Alabi Sofiat Arinola Obanishola Christiana Olajumoke Obasanmi Uchechukwu Deborah Ukeh Ramatu Yakubu | | | |

## Herrenteam

### Gruppenphase

#### Gruppe A
| Platz | Team     | Pld | W | L | MF | MA | MD  | GF | GA | GD  | PF  | PA  | PD   | Pts | Qualifikation |
| ----- | -------- | --- | - | - | -- | -- | --- | -- | -- | --- | --- | --- | ---- | --- | ------------- |
| 1     | Algerien | 3   | 3 | 0 | 13 | 2  | +11 | 27 | 6  | +21 | 657 | 505 | +152 | 3   |               |
| 2     | Ägypten  | 3   | 2 | 1 | 11 | 4  | +7  | 22 | 11 | +11 | 622 | 513 | +109 | 2   |               |
| 3     | Sambia   | 3   | 1 | 2 | 5  | 10 | −5  | 13 | 20 | −7  | 559 | 598 | −39  | 1   |               |
| 4     | Uganda   | 3   | 0 | 3 | 1  | 14 | −13 | 3  | 28 | −25 | 417 | 639 | −222 | 0   |               |

- Algerien vs Sambia

- Ägypten vs Uganda

- Algerien vs Uganda

- Ägypten vs Sambia

- Uganda vs Sambia

- Algerien vs Ägypten

#### Gruppe B
| Platz | Team      | Pld | W | L | MF | MA | MD  | GF | GA | GD  | PF  | PA  | PD   | Pts | Qualifikation |
| ----- | --------- | --- | - | - | -- | -- | --- | -- | -- | --- | --- | --- | ---- | --- | ------------- |
| 1     | Nigeria   | 3   | 3 | 0 | 12 | 3  | +9  | 26 | 9  | +17 | 690 | 517 | +173 | 3   |               |
| 2     | Mauritius | 3   | 2 | 1 | 11 | 4  | +7  | 25 | 9  | +16 | 667 | 492 | +175 | 2   |               |
| 3     | Südafrika | 3   | 1 | 2 | 7  | 8  | −1  | 15 | 18 | −3  | 578 | 556 | +22  | 1   |               |
| 4     | Kamerun   | 3   | 0 | 3 | 0  | 15 | −15 | 0  | 30 | −30 | 260 | 630 | −370 | 0   |               |

- Südafrika vs Kamerun

- Mauritius vs Nigeria

- Südafrika vs Nigeria

- Mauritius vs Kamerun

- Nigeria vs Kamerun

- Südafrika vs Mauritius

### Endrunde

#### Spielplan
|  | Halbfinale        | Halbfinale        |          |         | Finale            | Finale            |
|  |                   |                   |          |         |                   |                   |
|  | 14. Februar 18:00 |                   |          |         |                   |                   |
|  | Algerien          | 3                 |          |         |                   |                   |
|  | Mauritius         | 1                 |          |         | 15. Februar 15:00 | 15. Februar 15:00 |
|  |                   |                   | Algerien | 3       |                   |                   |
|  | 14. Februar 18:00 | 14. Februar 18:00 |          | Nigeria | 2                 |                   |
|  | Ägypten           | 2                 |          |         |                   |                   |
|  | Nigeria           | 3                 |          |         |                   |                   |
|  |                   |                   |          |         |                   |                   |

#### Halbfinale
- Algerien vs Mauritius

- Ägypten vs Nigeria

#### Finale
- Algerien vs Nigeria

### Endstand
| Pos | Team      | Pld | W | L | Pts | MD  | GD  | PD   | Ergebnis  |
| --- | --------- | --- | - | - | --- | --- | --- | ---- | --------- |
| 1.  | Algerien  | 5   | 5 | 0 | 10  | +14 | +26 | +169 | Champions |
| 2.  | Nigeria   | 5   | 4 | 1 | 8   | +9  | +17 | +164 | Finalist  |
|     |           |     |   |   |     |     |     |      |           |
| 3.  | Ägypten   | 4   | 2 | 2 | 4   | +6  | +10 | +121 |           |
| 3.  | Mauritius | 4   | 2 | 2 | 4   | +5  | +12 | +155 |           |
|     |           |     |   |   |     |     |     |      |           |
| 5   | Südafrika | 3   | 1 | 2 | 2   | −1  | −3  | +22  |           |
| 6   | Sambia    | 3   | 1 | 2 | 2   | −5  | −7  | −39  |           |
| 7   | Uganda    | 3   | 0 | 3 | 0   | −13 | −25 | −222 |           |
| 8   | Kamerun   | 3   | 0 | 3 | 0   | −15 | −30 | −370 |           |

## Damenteam

### Gruppenphase

#### Gruppe A
| Platz | Team      | Pld | W | L | MF | MA | MD  | GF | GA | GD  | PF  | PA  | PD   | Pts | Qualifikation |
| ----- | --------- | --- | - | - | -- | -- | --- | -- | -- | --- | --- | --- | ---- | --- | ------------- |
| 1     | Südafrika | 3   | 3 | 0 | 11 | 4  | +7  | 23 | 10 | +13 | 629 | 480 | +149 | 3   |               |
| 2     | Algerien  | 3   | 2 | 1 | 10 | 5  | +5  | 22 | 11 | +11 | 614 | 495 | +119 | 2   |               |
| 3     | Mauritius | 3   | 1 | 2 | 9  | 6  | +3  | 19 | 13 | +6  | 560 | 521 | +39  | 1   |               |
| 4     | Kamerun   | 3   | 0 | 3 | 0  | 15 | −15 | 0  | 30 | −30 | 326 | 633 | −307 | 0   |               |

- Südafrika vs Kamerun

- Mauritius vs Kamerun

- Südafrika vs Algerien

- Mauritius vs Algerien

- Algerien vs Kamerun

- Südafrika vs Mauritius

#### Gruppe B
| Platz | Team    | Pld | W | L | MF | MA | MD | GF | GA | GD | PF  | PA  | PD  | Pts | Qualifikation |
| ----- | ------- | --- | - | - | -- | -- | -- | -- | -- | -- | --- | --- | --- | --- | ------------- |
| 1     | Uganda  | 2   | 2 | 0 | 8  | 2  | +6 | 16 | 7  | +9 | 441 | 370 | +71 | 2   |               |
| 2     | Nigeria | 2   | 1 | 1 | 5  | 5  | 0  | 12 | 12 | 0  | 423 | 430 | −7  | 1   |               |
| 3     | Ägypten | 2   | 0 | 2 | 2  | 8  | −6 | 7  | 16 | −9 | 370 | 434 | −64 | 0   |               |

- Uganda vs Nigeria

- Ägypten vs Nigeria

- Uganda vs Ägypten

### Endrunde

#### Spielplan
|  | Halbfinale        | Halbfinale        |           |        | Finale            | Finale            |
|  |                   |                   |           |        |                   |                   |
|  | 14. Februar 14:00 |                   |           |        |                   |                   |
|  | Südafrika         | 3                 |           |        |                   |                   |
|  | Nigeria           | 2                 |           |        | 15. Februar 15:00 | 15. Februar 15:00 |
|  |                   |                   | Südafrika | 3      |                   |                   |
|  | 14. Februar 14:00 | 14. Februar 14:00 |           | Uganda | 2                 |                   |
|  | Algerien          | 0                 |           |        |                   |                   |
|  | Uganda            | 3                 |           |        |                   |                   |
|  |                   |                   |           |        |                   |                   |

#### Halbfinale
- Südafrika vs Nigeria

- Algerien vs Uganda

#### Finale
- Südafrika vs Uganda

### Endstand
| Pos | Team      | Pld | W | L | Pts | MD  | GD  | PD   | Ergebnis  |
| --- | --------- | --- | - | - | --- | --- | --- | ---- | --------- |
| 1.  | Südafrika | 5   | 5 | 0 | 10  | +9  | +15 | +154 | Champions |
| 2.  | Uganda    | 4   | 3 | 1 | 6   | +8  | +12 | +93  | Finalist  |
|     |           |     |   |   |     |     |     |      |           |
| 3.  | Algerien  | 4   | 2 | 2 | 4   | +2  | +6  | +91  |           |
| 3.  | Nigeria   | 3   | 1 | 2 | 2   | −1  | 0   | −6   |           |
|     |           |     |   |   |     |     |     |      |           |
| 5   | Mauritius | 3   | 1 | 2 | 2   | +3  | +6  | +39  |           |
| 6   | Ägypten   | 2   | 0 | 2 | 0   | −6  | −9  | −64  |           |
| 7   | Kamerun   | 3   | 0 | 3 | 0   | −15 | −30 | −307 |           |